# Ligue des champions de l'AFC 2005
Navigation
Édition précédente Édition suivante
La Ligue des champions de l'AFC 2005 est la 24e édition de la Ligue des champions de l'AFC et la 3e édition sous la dénomination Ligue des champions de l'AFC. Le club vainqueur de la compétition est désigné champion d'Asie 2005 et, à partir de cette saison, dispute la Coupe du monde des clubs 2005.
C'est le tenant du titre, le club saoudien d'Al Ittihad qui remporte à nouveau la compétition après avoir battu la formation émiratie d'Al Ain Club en finale. La finale oppose d'ailleurs les deux derniers vainqueurs de la Ligue des champions. L'attaquant sierra-leonais d'Al Ittihad Mohamed Kallon est sacré meilleur buteur avec six réalisations.
À la suite du forfait (pour des raisons différentes) de ses deux clubs lors de l'édition précédente, l'AFC décide de ne pas autoriser l'engagement des clubs du Bahreïn cette saison et de les reverser en Coupe de l'AFC la saison prochaine. Pour pouvoir aligner le même nombre d'équipes et conserver le format de la compétition, l'instance décide de promouvoir la Syrie au rang de nation phare et lui permet donc d'aligner ses deux meilleurs clubs.

## Participants
| Quarts de finale | Quarts de finale | Quarts de finale | Quarts de finale | Quarts de finale | Quarts de finale | Quarts de finale | Quarts de finale | Quarts de finale | Quarts de finale | Quarts de finale | Quarts de finale | Quarts de finale | Quarts de finale | Quarts de finale | Quarts de finale |
| --- | --- | --- | --- | --- | --- | --- | --- | --- | --- | --- | --- | --- | --- | --- | --- |
| - Al Ittihad - Tenant du titre | | | | | | | | | | | | | | | |
| Phase de groupes | | | | | | | | | | | | | | | |
| Asie de l'Ouest | Asie de l'Ouest | Asie de l'Ouest | Asie de l'Ouest | Asie de l'Ouest | Asie de l'Ouest | Asie de l'Ouest | Asie de l'Ouest | Asie de l'Est | Asie de l'Est | Asie de l'Est | Asie de l'Est | Asie de l'Est | Asie de l'Est | Asie de l'Est | Asie de l'Est |
| - Paas Teheran - Champion d'Iran 2003-2004 - Sepahan Ispahan - Vainqueur de la Coupe d'Iran 2004 - Al-Zawra'a SC - Al Shorta Bagdad - Al-Salmiya SC - Vice-champion du Koweït 2004 - Al Kuwait Kaifan - Finaliste de la Coupe du Koweït 2004 - Al-Rayyan SC - Champion du Qatar 2003-2004 - Sadd Sports Club - Vainqueur de la Coupe du Qatar 2004 - Al Ahli - Champion d'Arabie saoudite 2003-2004 - Al Shabab Riyad - Finaliste de la Coupe d'Arabie saoudite 2004 - Al Wahda Damas - Champion de Syrie 2003-2004 - Al Jaish Damas - Vainqueur de la Coupe de Syrie 2004 - Al Ain Club - Champion des Émirats arabes unis 2003-2004 - Al Ahly Dubaï - Vainqueur de la Coupe des Émirats arabes unis 2004 - Pakhtakor Tachkent - Champion d'Ouzbékistan 2004 - Neftchi Ferghana - Vice-champion d'Ouzbékistan 2004 | - Paas Teheran - Champion d'Iran 2003-2004 - Sepahan Ispahan - Vainqueur de la Coupe d'Iran 2004 - Al-Zawra'a SC - Al Shorta Bagdad - Al-Salmiya SC - Vice-champion du Koweït 2004 - Al Kuwait Kaifan - Finaliste de la Coupe du Koweït 2004 - Al-Rayyan SC - Champion du Qatar 2003-2004 - Sadd Sports Club - Vainqueur de la Coupe du Qatar 2004 - Al Ahli - Champion d'Arabie saoudite 2003-2004 - Al Shabab Riyad - Finaliste de la Coupe d'Arabie saoudite 2004 - Al Wahda Damas - Champion de Syrie 2003-2004 - Al Jaish Damas - Vainqueur de la Coupe de Syrie 2004 - Al Ain Club - Champion des Émirats arabes unis 2003-2004 - Al Ahly Dubaï - Vainqueur de la Coupe des Émirats arabes unis 2004 - Pakhtakor Tachkent - Champion d'Ouzbékistan 2004 - Neftchi Ferghana - Vice-champion d'Ouzbékistan 2004 | - Paas Teheran - Champion d'Iran 2003-2004 - Sepahan Ispahan - Vainqueur de la Coupe d'Iran 2004 - Al-Zawra'a SC - Al Shorta Bagdad - Al-Salmiya SC - Vice-champion du Koweït 2004 - Al Kuwait Kaifan - Finaliste de la Coupe du Koweït 2004 - Al-Rayyan SC - Champion du Qatar 2003-2004 - Sadd Sports Club - Vainqueur de la Coupe du Qatar 2004 - Al Ahli - Champion d'Arabie saoudite 2003-2004 - Al Shabab Riyad - Finaliste de la Coupe d'Arabie saoudite 2004 - Al Wahda Damas - Champion de Syrie 2003-2004 - Al Jaish Damas - Vainqueur de la Coupe de Syrie 2004 - Al Ain Club - Champion des Émirats arabes unis 2003-2004 - Al Ahly Dubaï - Vainqueur de la Coupe des Émirats arabes unis 2004 - Pakhtakor Tachkent - Champion d'Ouzbékistan 2004 - Neftchi Ferghana - Vice-champion d'Ouzbékistan 2004 | - Paas Teheran - Champion d'Iran 2003-2004 - Sepahan Ispahan - Vainqueur de la Coupe d'Iran 2004 - Al-Zawra'a SC - Al Shorta Bagdad - Al-Salmiya SC - Vice-champion du Koweït 2004 - Al Kuwait Kaifan - Finaliste de la Coupe du Koweït 2004 - Al-Rayyan SC - Champion du Qatar 2003-2004 - Sadd Sports Club - Vainqueur de la Coupe du Qatar 2004 - Al Ahli - Champion d'Arabie saoudite 2003-2004 - Al Shabab Riyad - Finaliste de la Coupe d'Arabie saoudite 2004 - Al Wahda Damas - Champion de Syrie 2003-2004 - Al Jaish Damas - Vainqueur de la Coupe de Syrie 2004 - Al Ain Club - Champion des Émirats arabes unis 2003-2004 - Al Ahly Dubaï - Vainqueur de la Coupe des Émirats arabes unis 2004 - Pakhtakor Tachkent - Champion d'Ouzbékistan 2004 - Neftchi Ferghana - Vice-champion d'Ouzbékistan 2004 | - Paas Teheran - Champion d'Iran 2003-2004 - Sepahan Ispahan - Vainqueur de la Coupe d'Iran 2004 - Al-Zawra'a SC - Al Shorta Bagdad - Al-Salmiya SC - Vice-champion du Koweït 2004 - Al Kuwait Kaifan - Finaliste de la Coupe du Koweït 2004 - Al-Rayyan SC - Champion du Qatar 2003-2004 - Sadd Sports Club - Vainqueur de la Coupe du Qatar 2004 - Al Ahli - Champion d'Arabie saoudite 2003-2004 - Al Shabab Riyad - Finaliste de la Coupe d'Arabie saoudite 2004 - Al Wahda Damas - Champion de Syrie 2003-2004 - Al Jaish Damas - Vainqueur de la Coupe de Syrie 2004 - Al Ain Club - Champion des Émirats arabes unis 2003-2004 - Al Ahly Dubaï - Vainqueur de la Coupe des Émirats arabes unis 2004 - Pakhtakor Tachkent - Champion d'Ouzbékistan 2004 - Neftchi Ferghana - Vice-champion d'Ouzbékistan 2004 | - Paas Teheran - Champion d'Iran 2003-2004 - Sepahan Ispahan - Vainqueur de la Coupe d'Iran 2004 - Al-Zawra'a SC - Al Shorta Bagdad - Al-Salmiya SC - Vice-champion du Koweït 2004 - Al Kuwait Kaifan - Finaliste de la Coupe du Koweït 2004 - Al-Rayyan SC - Champion du Qatar 2003-2004 - Sadd Sports Club - Vainqueur de la Coupe du Qatar 2004 - Al Ahli - Champion d'Arabie saoudite 2003-2004 - Al Shabab Riyad - Finaliste de la Coupe d'Arabie saoudite 2004 - Al Wahda Damas - Champion de Syrie 2003-2004 - Al Jaish Damas - Vainqueur de la Coupe de Syrie 2004 - Al Ain Club - Champion des Émirats arabes unis 2003-2004 - Al Ahly Dubaï - Vainqueur de la Coupe des Émirats arabes unis 2004 - Pakhtakor Tachkent - Champion d'Ouzbékistan 2004 - Neftchi Ferghana - Vice-champion d'Ouzbékistan 2004 | - Paas Teheran - Champion d'Iran 2003-2004 - Sepahan Ispahan - Vainqueur de la Coupe d'Iran 2004 - Al-Zawra'a SC - Al Shorta Bagdad - Al-Salmiya SC - Vice-champion du Koweït 2004 - Al Kuwait Kaifan - Finaliste de la Coupe du Koweït 2004 - Al-Rayyan SC - Champion du Qatar 2003-2004 - Sadd Sports Club - Vainqueur de la Coupe du Qatar 2004 - Al Ahli - Champion d'Arabie saoudite 2003-2004 - Al Shabab Riyad - Finaliste de la Coupe d'Arabie saoudite 2004 - Al Wahda Damas - Champion de Syrie 2003-2004 - Al Jaish Damas - Vainqueur de la Coupe de Syrie 2004 - Al Ain Club - Champion des Émirats arabes unis 2003-2004 - Al Ahly Dubaï - Vainqueur de la Coupe des Émirats arabes unis 2004 - Pakhtakor Tachkent - Champion d'Ouzbékistan 2004 - Neftchi Ferghana - Vice-champion d'Ouzbékistan 2004 | - Paas Teheran - Champion d'Iran 2003-2004 - Sepahan Ispahan - Vainqueur de la Coupe d'Iran 2004 - Al-Zawra'a SC - Al Shorta Bagdad - Al-Salmiya SC - Vice-champion du Koweït 2004 - Al Kuwait Kaifan - Finaliste de la Coupe du Koweït 2004 - Al-Rayyan SC - Champion du Qatar 2003-2004 - Sadd Sports Club - Vainqueur de la Coupe du Qatar 2004 - Al Ahli - Champion d'Arabie saoudite 2003-2004 - Al Shabab Riyad - Finaliste de la Coupe d'Arabie saoudite 2004 - Al Wahda Damas - Champion de Syrie 2003-2004 - Al Jaish Damas - Vainqueur de la Coupe de Syrie 2004 - Al Ain Club - Champion des Émirats arabes unis 2003-2004 - Al Ahly Dubaï - Vainqueur de la Coupe des Émirats arabes unis 2004 - Pakhtakor Tachkent - Champion d'Ouzbékistan 2004 - Neftchi Ferghana - Vice-champion d'Ouzbékistan 2004 | - Shenzhen Jianlibao - Champion de Chine 2004 - Shandong Luneng - Vainqueur de la Coupe de Chine 2004 - Yokohama Marinos - Champion du Japon 2004 - Júbilo Iwata - Vainqueur de la Coupe du Japon 2004 - Suwon Samsung Bluewings - Champion de Corée du Sud 2004 - Busan I'Park - Vainqueur de la Coupe de Corée du Sud 2004 - Persebaya Surabaya - Champion d'Indonésie 2004 - PSM Makassar - Vice-champion d'Indonésie 2004 - Krung Thai Bank FC - Champion de Thaïlande 2003-2004 - BEC Tero Sasana - Vice-champion de Thaïlande 2003-2004 - Hoang Anh Gia Lai - Champion du Viêt Nam 2004 - Pisico Binh Dinh - Vainqueur de la Coupe du Viêt Nam 2004 | - Shenzhen Jianlibao - Champion de Chine 2004 - Shandong Luneng - Vainqueur de la Coupe de Chine 2004 - Yokohama Marinos - Champion du Japon 2004 - Júbilo Iwata - Vainqueur de la Coupe du Japon 2004 - Suwon Samsung Bluewings - Champion de Corée du Sud 2004 - Busan I'Park - Vainqueur de la Coupe de Corée du Sud 2004 - Persebaya Surabaya - Champion d'Indonésie 2004 - PSM Makassar - Vice-champion d'Indonésie 2004 - Krung Thai Bank FC - Champion de Thaïlande 2003-2004 - BEC Tero Sasana - Vice-champion de Thaïlande 2003-2004 - Hoang Anh Gia Lai - Champion du Viêt Nam 2004 - Pisico Binh Dinh - Vainqueur de la Coupe du Viêt Nam 2004 | - Shenzhen Jianlibao - Champion de Chine 2004 - Shandong Luneng - Vainqueur de la Coupe de Chine 2004 - Yokohama Marinos - Champion du Japon 2004 - Júbilo Iwata - Vainqueur de la Coupe du Japon 2004 - Suwon Samsung Bluewings - Champion de Corée du Sud 2004 - Busan I'Park - Vainqueur de la Coupe de Corée du Sud 2004 - Persebaya Surabaya - Champion d'Indonésie 2004 - PSM Makassar - Vice-champion d'Indonésie 2004 - Krung Thai Bank FC - Champion de Thaïlande 2003-2004 - BEC Tero Sasana - Vice-champion de Thaïlande 2003-2004 - Hoang Anh Gia Lai - Champion du Viêt Nam 2004 - Pisico Binh Dinh - Vainqueur de la Coupe du Viêt Nam 2004 | - Shenzhen Jianlibao - Champion de Chine 2004 - Shandong Luneng - Vainqueur de la Coupe de Chine 2004 - Yokohama Marinos - Champion du Japon 2004 - Júbilo Iwata - Vainqueur de la Coupe du Japon 2004 - Suwon Samsung Bluewings - Champion de Corée du Sud 2004 - Busan I'Park - Vainqueur de la Coupe de Corée du Sud 2004 - Persebaya Surabaya - Champion d'Indonésie 2004 - PSM Makassar - Vice-champion d'Indonésie 2004 - Krung Thai Bank FC - Champion de Thaïlande 2003-2004 - BEC Tero Sasana - Vice-champion de Thaïlande 2003-2004 - Hoang Anh Gia Lai - Champion du Viêt Nam 2004 - Pisico Binh Dinh - Vainqueur de la Coupe du Viêt Nam 2004 | - Shenzhen Jianlibao - Champion de Chine 2004 - Shandong Luneng - Vainqueur de la Coupe de Chine 2004 - Yokohama Marinos - Champion du Japon 2004 - Júbilo Iwata - Vainqueur de la Coupe du Japon 2004 - Suwon Samsung Bluewings - Champion de Corée du Sud 2004 - Busan I'Park - Vainqueur de la Coupe de Corée du Sud 2004 - Persebaya Surabaya - Champion d'Indonésie 2004 - PSM Makassar - Vice-champion d'Indonésie 2004 - Krung Thai Bank FC - Champion de Thaïlande 2003-2004 - BEC Tero Sasana - Vice-champion de Thaïlande 2003-2004 - Hoang Anh Gia Lai - Champion du Viêt Nam 2004 - Pisico Binh Dinh - Vainqueur de la Coupe du Viêt Nam 2004 | - Shenzhen Jianlibao - Champion de Chine 2004 - Shandong Luneng - Vainqueur de la Coupe de Chine 2004 - Yokohama Marinos - Champion du Japon 2004 - Júbilo Iwata - Vainqueur de la Coupe du Japon 2004 - Suwon Samsung Bluewings - Champion de Corée du Sud 2004 - Busan I'Park - Vainqueur de la Coupe de Corée du Sud 2004 - Persebaya Surabaya - Champion d'Indonésie 2004 - PSM Makassar - Vice-champion d'Indonésie 2004 - Krung Thai Bank FC - Champion de Thaïlande 2003-2004 - BEC Tero Sasana - Vice-champion de Thaïlande 2003-2004 - Hoang Anh Gia Lai - Champion du Viêt Nam 2004 - Pisico Binh Dinh - Vainqueur de la Coupe du Viêt Nam 2004 | - Shenzhen Jianlibao - Champion de Chine 2004 - Shandong Luneng - Vainqueur de la Coupe de Chine 2004 - Yokohama Marinos - Champion du Japon 2004 - Júbilo Iwata - Vainqueur de la Coupe du Japon 2004 - Suwon Samsung Bluewings - Champion de Corée du Sud 2004 - Busan I'Park - Vainqueur de la Coupe de Corée du Sud 2004 - Persebaya Surabaya - Champion d'Indonésie 2004 - PSM Makassar - Vice-champion d'Indonésie 2004 - Krung Thai Bank FC - Champion de Thaïlande 2003-2004 - BEC Tero Sasana - Vice-champion de Thaïlande 2003-2004 - Hoang Anh Gia Lai - Champion du Viêt Nam 2004 - Pisico Binh Dinh - Vainqueur de la Coupe du Viêt Nam 2004 | - Shenzhen Jianlibao - Champion de Chine 2004 - Shandong Luneng - Vainqueur de la Coupe de Chine 2004 - Yokohama Marinos - Champion du Japon 2004 - Júbilo Iwata - Vainqueur de la Coupe du Japon 2004 - Suwon Samsung Bluewings - Champion de Corée du Sud 2004 - Busan I'Park - Vainqueur de la Coupe de Corée du Sud 2004 - Persebaya Surabaya - Champion d'Indonésie 2004 - PSM Makassar - Vice-champion d'Indonésie 2004 - Krung Thai Bank FC - Champion de Thaïlande 2003-2004 - BEC Tero Sasana - Vice-champion de Thaïlande 2003-2004 - Hoang Anh Gia Lai - Champion du Viêt Nam 2004 - Pisico Binh Dinh - Vainqueur de la Coupe du Viêt Nam 2004 |

## Phase de groupes
Toutes les équipes participantes, à l'exception d'Al Ittihad qui est directement qualifié pour les quarts de finale, sont réparties dans sept groupes de 4 équipes. Les 16 clubs du Moyen-Orient et d'Asie centrale se retrouvent dans les groupes A, B, C et D. Les 12 équipes d'Asie de l'Est et d'Asie du Sud-Est sont dans les groupes E, F et G.
Les équipes terminant à la première place se qualifient pour les quarts de finale. Chaque groupe se déroule sur la base de matchs aller-retour. Les rencontres ont lieu entre le 8 mars et le 17 mai 2005.

### Groupe A
| Rang | Équipe           | Pts | J | G | N | P | Bp | Bc | Diff |  | Résultats (▼ dom., ► ext.) |     |     |     |     |
| ---- | ---------------- | --- | - | - | - | - | -- | -- | ---- |  | -------------------------- | --- | --- | --- | --- |
| 1    | Paas Teheran     | 16  | 6 | 5 | 1 | 0 | 12 | 4  | +8   |  | Paas Teheran               |     | 5-1 | 2-1 | 1-0 |
| 2    | Al-Salmiya SC    | 9   | 6 | 3 | 0 | 3 | 8  | 9  | -1   |  | Al-Salmiya SC              | 0-1 |     | 2-0 | 3-1 |
| 3    | Al-Rayyan SC     | 7   | 6 | 2 | 1 | 3 | 6  | 7  | -1   |  | Al-Rayyan SC               | 1-2 | 2-1 |     | 2-0 |
| 4    | Al Shorta Bagdad | 2   | 6 | 0 | 2 | 4 | 2  | 8  | -6   |  | Al Shorta Bagdad           | 1-1 | 0-1 | 0-0 |     |

### Groupe B
| Rang | Équipe          | Pts | J | G | N | P | Bp | Bc | Diff |  | Résultats (▼ dom., ► ext.) |     |     |     |     |
| ---- | --------------- | --- | - | - | - | - | -- | -- | ---- |  | -------------------------- | --- | --- | --- | --- |
| 1    | Al Ain Club     | 13  | 6 | 4 | 1 | 1 | 13 | 6  | +7   |  | Al Ain Club                |     | 3-2 | 3-0 | 3-0 |
| 2    | Sepahan Ispahan | 11  | 6 | 3 | 2 | 1 | 10 | 6  | +4   |  | Sepahan Ispahan            | 1-1 |     | 1-0 | 2-0 |
| 3    | Al Shabab Riyad | 10  | 6 | 3 | 1 | 2 | 7  | 7  | 0    |  | Al Shabab Riyad            | 1-0 | 1-1 |     | 3-1 |
| 4    | Al Wahda Damas  | 0   | 6 | 0 | 0 | 6 | 5  | 16 | -11  |  | Al Wahda Damas             | 2-3 | 1-3 | 1-2 |     |

### Groupe C
| Rang | Équipe           | Pts | J | G | N | P | Bp | Bc | Diff |  | Résultats (▼ dom., ► ext.) |     |     |     |     |
| ---- | ---------------- | --- | - | - | - | - | -- | -- | ---- |  | -------------------------- | --- | --- | --- | --- |
| 1    | Sadd Sports Club | 12  | 6 | 4 | 0 | 2 | 8  | 6  | +2   |  | Sadd Sports Club           |     | 3-2 | 1-0 | 2-0 |
| 2    | Neftchi Ferghana | 9   | 6 | 3 | 0 | 3 | 8  | 7  | +1   |  | Neftchi Ferghana           | 2-0 |     | 1-0 | 3-0 |
| 3    | Al Kuwait Kaifan | 7   | 6 | 2 | 1 | 3 | 5  | 6  | -1   |  | Al Kuwait Kaifan           | 0-1 | 1-0 |     | 1-0 |
| 4    | Al-Ahli Dubaï    | 7   | 6 | 2 | 1 | 3 | 8  | 10 | -2   |  | Al-Ahli Dubaï              | 2-1 | 3-0 | 3-3 |     |

### Groupe D
| Rang | Équipe             | Pts | J | G | N | P | Bp | Bc | Diff |  | Résultats (▼ dom., ► ext.) |     |     |     |     |
| ---- | ------------------ | --- | - | - | - | - | -- | -- | ---- |  | -------------------------- | --- | --- | --- | --- |
| 1    | Al Ahli            | 15  | 6 | 5 | 0 | 1 | 18 | 5  | +13  |  | Al Ahli                    |     | 3-0 | 5-1 | 3-1 |
| 2    | Pakhtakor Tachkent | 9   | 6 | 3 | 0 | 3 | 7  | 8  | -1   |  | Pakhtakor Tachkent         | 2-1 |     | 1-2 | 4-1 |
| 3    | Al-Zawra'a SC      | 7   | 6 | 2 | 1 | 3 | 6  | 13 | -7   |  | Al-Zawra'a SC              | 1-2 | 1-0 |     | 1-5 |
| 4    | Al Jaish Damas     | 4   | 6 | 1 | 1 | 4 | 7  | 14 | -7   |  | Al Jaish Damas             | 0-4 | 0-2 | 0-0 |     |

### Groupe E
| Rang | Équipe                  | Pts | J | G | N | P | Bp | Bc | Diff |  | Résultats (▼ dom., ► ext.) |     |     |     |     |
| ---- | ----------------------- | --- | - | - | - | - | -- | -- | ---- |  | -------------------------- | --- | --- | --- | --- |
| 1    | Shenzhen Jianlibao      | 13  | 6 | 4 | 1 | 1 | 10 | 2  | +8   |  | Shenzhen Jianlibao         |     | 1-0 | 1-0 | 5-0 |
| 2    | Suwon Samsung Bluewings | 13  | 6 | 4 | 1 | 1 | 10 | 7  | +3   |  | Suwon Samsung Bluewings    | 0-0 |     | 2-1 | 6-0 |
| 3    | Júbilo Iwata            | 9   | 6 | 3 | 0 | 3 | 11 | 4  | +7   |  | Júbilo Iwata               | 3-0 | 0-1 |     | 6-0 |
| 4    | Hoang Anh Gia Lai       | 0   | 6 | 0 | 0 | 6 | 1  | 25 | -24  |  | Hoang Anh Gia Lai          | 0-2 | 1-5 | 0-1 |     |

### Groupe F
| Rang | Équipe                  | Pts | J | G | N | P | Bp | Bc | Diff |  | Résultats (▼ dom., ► ext.) |     |     |     |     |
| ---- | ----------------------- | --- | - | - | - | - | -- | -- | ---- |  | -------------------------- | --- | --- | --- | --- |
| 1    | Shandong Luneng Taishan | 18  | 6 | 6 | 0 | 0 | 15 | 2  | +13  |  | Shandong Luneng Taishan    |     | 2-1 | 6-1 | 1-0 |
| 2    | Yokohama Marinos        | 12  | 6 | 4 | 0 | 2 | 10 | 4  | +6   |  | Yokohama Marinos           | 0-1 |     | 3-0 | 2-0 |
| 3    | PSM Makassar            | 4   | 6 | 1 | 1 | 4 | 4  | 14 | -10  |  | PSM Makassar               | 0-1 | 0-2 |     | 2-2 |
| 4    | BEC Tero Sasana         | 1   | 6 | 0 | 1 | 5 | 3  | 12 | -9   |  | BEC Tero Sasana            | 0-4 | 1-2 | 0-1 |     |

### Groupe G
| Rang | Équipe             | Pts | J | G | N | P | Bp | Bc | Diff |  | Résultats (▼ dom., ► ext.) |     |     |     |     |
| ---- | ------------------ | --- | - | - | - | - | -- | -- | ---- |  | -------------------------- | --- | --- | --- | --- |
| 1    | Busan I'Park       | 18  | 6 | 6 | 0 | 0 | 25 | 0  | +25  |  | Busan I'Park               |     | 4-0 | 4-0 | 8-0 |
| 2    | Krung Thai Bank FC | 9   | 6 | 3 | 0 | 3 | 5  | 9  | -4   |  | Krung Thai Bank FC         | 0-2 |     | 1-0 | 0-1 |
| 3    | Persebaya Surabaya | 4   | 6 | 1 | 1 | 4 | 2  | 10 | -8   |  | Persebaya Surabaya         | 0-3 | 1-2 |     | 1-0 |
| 4    | Pisico Binh Dinh   | 4   | 6 | 1 | 1 | 4 | 2  | 15 | -13  |  | Pisico Binh Dinh           | 0-4 | 1-2 | 0-0 |     |

## Phase finale à élimination directe
|  | Quarts de finale        | Quarts de finale        | Quarts de finale                | Quarts de finale        |                    |                    | Demi-finales                    | Demi-finales                    | Demi-finales                    | Demi-finales                    |  |  | Finale                        | Finale                        | Finale                        | Finale                        |
|  |                         |                         |                                 |                         |                    |                    |                                 |                                 |                                 |                                 |  |  |                               |                               |                               |                               |
|  | 14 et 21 septembre 2005 | 14 et 21 septembre 2005 | 14 et 21 septembre 2005         | 14 et 21 septembre 2005 |                    |                    | 28 septembre et 12 octobre 2005 | 28 septembre et 12 octobre 2005 | 28 septembre et 12 octobre 2005 | 28 septembre et 12 octobre 2005 |  |  | 26 octobre et 5 novembre 2005 | 26 octobre et 5 novembre 2005 | 26 octobre et 5 novembre 2005 | 26 octobre et 5 novembre 2005 |
|  | 14 et 21 septembre 2005 | 14 et 21 septembre 2005 | 14 et 21 septembre 2005         | 14 et 21 septembre 2005 |                    |                    | 28 septembre et 12 octobre 2005 | 28 septembre et 12 octobre 2005 | 28 septembre et 12 octobre 2005 | 28 septembre et 12 octobre 2005 |  |  | 26 octobre et 5 novembre 2005 | 26 octobre et 5 novembre 2005 | 26 octobre et 5 novembre 2005 | 26 octobre et 5 novembre 2005 |
|  | Al Ahli                 | Al Ahli                 | 2                               | 1                       |                    |                    | 28 septembre et 12 octobre 2005 | 28 septembre et 12 octobre 2005 | 28 septembre et 12 octobre 2005 | 28 septembre et 12 octobre 2005 |  |  | 26 octobre et 5 novembre 2005 | 26 octobre et 5 novembre 2005 | 26 octobre et 5 novembre 2005 | 26 octobre et 5 novembre 2005 |
|  | Al Ahli                 | Al Ahli                 | 2                               | 1                       |                    |                    | 28 septembre et 12 octobre 2005 | 28 septembre et 12 octobre 2005 | 28 septembre et 12 octobre 2005 | 28 septembre et 12 octobre 2005 |  |  | 26 octobre et 5 novembre 2005 | 26 octobre et 5 novembre 2005 | 26 octobre et 5 novembre 2005 | 26 octobre et 5 novembre 2005 |
|  | Shenzhen Jianlibao      | Shenzhen Jianlibao      | 1                               | 3 ap                    |                    |                    | 28 septembre et 12 octobre 2005 | 28 septembre et 12 octobre 2005 | 28 septembre et 12 octobre 2005 | 28 septembre et 12 octobre 2005 |  |  | 26 octobre et 5 novembre 2005 | 26 octobre et 5 novembre 2005 | 26 octobre et 5 novembre 2005 | 26 octobre et 5 novembre 2005 |
|  | Shenzhen Jianlibao      | Shenzhen Jianlibao      | 1                               | 3 ap                    | Shenzhen Jianlibao | Shenzhen Jianlibao | 0                               | 0                               |                                 |                                 |  |  | 26 octobre et 5 novembre 2005 | 26 octobre et 5 novembre 2005 | 26 octobre et 5 novembre 2005 | 26 octobre et 5 novembre 2005 |
|  | 14 et 21 septembre 2005 |                         |                                 |                         | Shenzhen Jianlibao | Shenzhen Jianlibao | 0                               | 0                               |                                 |                                 |  |  | 26 octobre et 5 novembre 2005 | 26 octobre et 5 novembre 2005 | 26 octobre et 5 novembre 2005 | 26 octobre et 5 novembre 2005 |
|  |                         |                         | Al Ain Club                     | Al Ain Club             | 6                  | 0                  |                                 |                                 |                                 |                                 |  |  | 26 octobre et 5 novembre 2005 | 26 octobre et 5 novembre 2005 | 26 octobre et 5 novembre 2005 | 26 octobre et 5 novembre 2005 |
|  | Al Ain Club             | Al Ain Club             | Al Ain Club                     | Al Ain Club             | 6                  | 0                  | 1                               | 3                               |                                 |                                 |  |  | 26 octobre et 5 novembre 2005 | 26 octobre et 5 novembre 2005 | 26 octobre et 5 novembre 2005 | 26 octobre et 5 novembre 2005 |
|  | Al Ain Club             | Al Ain Club             | 28 septembre et 12 octobre 2005 |                         |                    |                    | 1                               | 3                               |                                 |                                 |  |  | 26 octobre et 5 novembre 2005 | 26 octobre et 5 novembre 2005 | 26 octobre et 5 novembre 2005 | 26 octobre et 5 novembre 2005 |
|  | Paas Teheran            | Paas Teheran            | 1                               | 3                       |                    |                    |                                 |                                 |                                 |                                 |  |  | 26 octobre et 5 novembre 2005 | 26 octobre et 5 novembre 2005 | 26 octobre et 5 novembre 2005 | 26 octobre et 5 novembre 2005 |
|  | Paas Teheran            | Paas Teheran            | 1                               | 3                       | Al Ain Club        | Al Ain Club        | 1                               | 2                               |                                 |                                 |  |  |                               |                               |                               |                               |
|  | 14 et 21 septembre 2005 |                         |                                 |                         | Al Ain Club        | Al Ain Club        | 1                               | 2                               |                                 |                                 |  |  |                               |                               |                               |                               |
|  |                         |                         | Al Ittihad'T'                   | Al Ittihad'T'           | 1                  | 4                  |                                 |                                 |                                 |                                 |  |  |                               |                               |                               |                               |
|  | Shandong Luneng Taishan | Shandong Luneng Taishan | Al Ittihad'T'                   | Al Ittihad'T'           | 1                  | 4                  | 1                               | 2                               |                                 |                                 |  |  |                               |                               |                               |                               |
|  | Shandong Luneng Taishan | Shandong Luneng Taishan |                                 |                         |                    |                    |                                 |                                 |                                 |                                 |  |  |                               |                               |                               |                               |
|  | Al Ittihad'T'           | Al Ittihad'T'           | 1                               | 7                       |                    |                    |                                 |                                 |                                 |                                 |  |  |                               |                               |                               |                               |
|  | Al Ittihad'T'           | Al Ittihad'T'           | 1                               | 7                       | Al Ittihad'T'      | Al Ittihad'T'      | 5                               | 2                               |                                 |                                 |  |  |                               |                               |                               |                               |
|  | 14 et 21 septembre 2005 |                         |                                 |                         | Al Ittihad'T'      | Al Ittihad'T'      | 5                               | 2                               |                                 |                                 |  |  |                               |                               |                               |                               |
|  |                         |                         | Busan I'Park                    | Busan I'Park            | 0                  | 0                  |                                 |                                 |                                 |                                 |  |  |                               |                               |                               |                               |
|  | Busan I'Park            | Busan I'Park            | Busan I'Park                    | Busan I'Park            | 0                  | 0                  | 3                               | 2                               |                                 |                                 |  |  |                               |                               |                               |                               |
|  | Busan I'Park            | Busan I'Park            |                                 |                         |                    |                    |                                 | 2                               |                                 |                                 |  |  |                               |                               |                               |                               |
|  | Sadd Sports Club        | Sadd Sports Club        | 0                               | 1                       |                    |                    |                                 |                                 |                                 |                                 |  |  |                               |                               |                               |                               |
|  | Sadd Sports Club        | Sadd Sports Club        | 0                               | 1                       |                    |                    |                                 |                                 |                                 |                                 |  |  |                               |                               |                               |                               |
|  |                         |                         |                                 |                         |                    |                    |                                 |                                 |                                 |                                 |  |  |                               |                               |                               |                               |

### Finale
| 26 octobre 2005 | Al Ain Club | 1 - 1 | Al Ittihad        | Stade Tahnoun bin Mohammed, Al-Aïn |  |
|                 | Msarri 51e  |       | 86e (pen.) Kallon |                                    |  |

| 5 novembre 2005 | Al Ittihad                                     | 4 - 2 | Al Ain Club              | Stade du Prince Abdullah Al-Faisal, Djeddah |  |
|                 | Kallon 2e · Nour 33e · Job 56e · al-Doukhi 67e |       | 55e Ahmed · 90+1e Tejada |                                             |  |

| Ligue des champions de l'AFC Vainqueur 2005 |
| ------------------------------------------- |
| Drapeau de l'Arabie saoudite                |
| Al Ittihad Deuxième titre                   |